# Mario Luigi Columba
Mario Luigi Columba (Palermo, 11 febbraio 1929 – Palermo, 2 novembre 2021) è stato un politico e ingegnere italiano.

## Biografia
Laureatosi in ingegneria nel 1952 presso l'ateneo di Palermo, divenne docente presso la stessa istituzione. Fondatore negli anni Sessanta del dipartimento di Fisica tecnica.
Venne eletto come indipendente di sinistra nelle file del Partito Comunista Italiano nella IX legislatura, rimanendo in carica come deputato dal 1983 al 1987
Morì il 2 novembre 2021 all'età di 92 anni.